# What a Wonderful World
"What a Wonderful World" là một bản pop ballad được Bob Thiele (với tên là "George Douglas") và George David Weiss viết. Bài hát này được Louis Armstrong thu âm lần đầu tiên và phát hành vào năm 1967 dưới dạng đĩa đơn, đứng đầu các bảng xếp hạng nhạc pop ở Vương quốc Anh. Thiele và Weiss đều nổi bật trong thế giới âm nhạc (Thiele là nhà sản xuất và Weiss là nhà soạn nhạc kiêm biểu diễn). Bản thu âm của Armstrong được giới thiệu trong Đại sảnh Danh vọng Grammy năm 1999. Việc xuất bản bài hát này được Memory Lane Music Group, Carlin Music Corp và BMG Rights Management thực hiện.

## Lịch sử
Một nguồn tin khẳng định bài hát này lần đầu tiên được giới thiệu cho Tony Bennett, và Bennett đã từ chối nó, mặc dù nhà viết tiểu sử Louis Armstrong Ricky Riccardi phản đối tuyên bố này. George Weiss kể lại trong cuốn sách Off the Record: Songwriters on Songwrelling của Graham Nash rằng ông đã viết bài hát dành riêng cho Louis Armstrong. Weiss được truyền cảm hứng từ khả năng đưa mọi người thuộc các chủng tộc khác nhau trở nên gần gũi của Armstrong.
Bởi vì đang trọ tại khách sạn Tropicana, Armstrong đã thu âm bài hát ở Las Vegas tại phòng thu âm của Bill Porter. Phiên thu âm này đã được lên kế hoạch để theo dõi chương trình nửa đêm của Armstrong và đến 2 giờ sáng các nhạc sĩ đã ổn định và máy thu đã hoạt động. Người phối khí Artie Butler đã ở đó với các nhạc sĩ Weiss và Theile, và Armstrong đang ở trong phòng thu hát với dàn nhạc. Armstrong gần đây đã ký hợp đồng với ABC Records, và chủ tịch ABC, Larry Newton đã xuất hiện để chụp ảnh Armstrong. Newton muốn có một bài hát pop sôi động như " Xin chào, Dolly! ", vốn là một bản hit lớn cho Armstrong khi anh còn đang hợp đồng với Kapp Records. Khi Newton nghe thấy nhịp độ chậm của "What a Wonderful World", ông đã nỗ lực ngừng phiên thu âm và sau đó bị đuổi ra khỏi trường quay vì làm phiền. Nhưng một vấn đề thứ hai nảy sinh: những tiếng còi tàu chở hàng gần đó đã làm gián đoạn phòng thu hai lần, buộc việc ghi âm phải bắt đầu lại. Armstrong lắc đầu và cười phá lên trước những phiền nhiễu, và vẫn giữ bình tĩnh. Buổi thu âm kết thúc vào khoảng 6 giờ sáng, kéo dài hơn dự kiến. Để đảm bảo các thành viên trong dàn nhạc được trả thêm tiền cho thời gian làm thêm, Armstrong chỉ lấy số tiền 250 đô la theo khung lương chuẩn của Công đoàn Nghệ sĩ cho bài hát này.

## Xếp hạng và chứng nhận

### Xếp hạng theo tuần
| Bảng xếp hạng (1967–68)             | Vị trí cao nhất |
| ----------------------------------- | --------------- |
| Australia                           | 29              |
| Áo (Ö3 Austria Top 40)              | 1               |
| Bỉ (Ultratop 50 Flanders)           | 6               |
| Denmark                             | 2               |
| Đức (GfK)                           | 6               |
| Ireland                             | 2               |
| Hà Lan (Single Top 100)             | 15              |
| Netherlands (MediaMarkt)            | 14              |
| New Zealand                         | 15              |
| Na Uy (VG-lista)                    | 6               |
| Thụy Sĩ (Schweizer Hitparade)       | 7               |
| UK Singles Chart                    | 1               |
| U.S. Billboard Hot 100              | 116             |
| U.S. Adult Contemporary (Billboard) | 12              |

| Chart (1976) | Peak position |
| ------------ | ------------- |
| Italy (FIMI) | 11            |

| Chart (1988)                               | Peak position |
| ------------------------------------------ | ------------- |
| Úc (ARIA)                                  | 1             |
| Bỉ (Ultratop 50 Flanders)                  | 7             |
| Belgium (VRT Top 30 Flanders)              | 1             |
| Canada (RPM Magazine)                      | 13            |
| Ireland                                    | 30            |
| Hà Lan (Single Top 100)                    | 5             |
| Netherlands (MediaMarkt)                   | 2             |
| New Zealand                                | 8             |
| Poland                                     | 22            |
| U.S. (Billboard)                           | 32            |
| U.S. Adult Contemporary (Billboard)        | 7             |
| U.S. (Radio & Records)                     | 37            |
| U.S. (Cashbox)                             | 37            |
| U.S. (Rock on the Net – ARC Weekly Top 40) | 28            |

### Chứng nhận
| Quốc gia                                                                                              | Chứng nhận | Số đơn vị/doanh số chứng nhận |
| --- | ---------- | ----------------------------- |
| Đan Mạch (IFPI Đan Mạch)                                                                              | Gold       | 45.000‡                       |
| Ý (FIMI)                                                                                              | Gold       | 15.000‡                       |
| Anh Quốc (BPI)                                                                                        | Gold       | 400.000‡                      |
| ^ Chứng nhận dựa theo doanh số nhập hàng. ‡ Chứng nhận dựa theo doanh số tiêu thụ và phát trực tuyến. |            |                               |